# Toyota GR Yaris
Der Toyota GR Yaris (XP21) ist ein Kompaktsportwagen auf Basis der vierten Generation des japanischen Kleinwagens Toyota Yaris. Er wird seit September 2020 von Toyota in Zusammenarbeit mit Gazoo Racing hergestellt. Es handelt sich um ein dreitüriges Schrägheckmodell, das den Homologationsregeln der Rallye-Weltmeisterschaft (WRC) entspricht. Der GR Yaris besitzt einen serienmäßigen Allradantrieb sowie drei Türen, die ihn vom fünftürigen Yaris der XP210-Serie unterscheiden, wobei das Heck des Autos auf dem größeren Toyota Corolla der E210-Serie basiert.

## Modellbeschreibung
Als der XP210 Yaris entwickelt wurde, beschloss Toyota, ihn nur noch mit einer fünftürigen Karosserie anzubieten, da dreitürige Schrägheckmodelle an Beliebtheit verloren. Obwohl die Entscheidung finanziell sinnvoll war, stellte sie ein Problem für das WRC-Team von Toyota dar, das der Meinung war, dass nur ein Dreitürer für den Wettbewerb geeignet sei.
Trotz der Kosten für die Entwicklung eines Leistungsmodells mit begrenzter Produktion war Toyota-CEO Akio Toyoda der festen Überzeugung, dass es für das Unternehmen wichtig sei, weiterhin bei der WRC vertreten zu sein, und genehmigte daher die Entwicklung des GR Yaris. Toyoda würde später sagen, dass er den GR Yaris als sein Leidenschaftsprojekt betrachtete, das aus dem Wunsch des Autoherstellers entstand, einen Sportwagen zu entwickeln und zu bauen, der ausschließlich seinem eigenen Design entsprach, im Gegensatz zum 86 (gemeinsam mit Subaru entwickelt und gebaut von Subaru) oder dem GR Supra (gemeinsam mit BMW entwickelt und von Magna Steyr gebaut).
Um die Homologationsregeln der WRC zu erfüllen, musste Toyota in einem ununterbrochenen Zeitraum von 12 Monaten mindestens 2.500 Einheiten des GR Yaris produzieren, welches durch die 25.000 von Toyota avisierten Exemplare übertroffen wird. Für die WRC homologierte Rallyefahrzeuge müssen die gleiche Grundkarosserie verwenden, wie ein Serienauto, und der serienmäßige Yaris der XP210-Serie ist nur mit einer fünftürigen Karosserie erhältlich, die Toyota und Toyoda für ungeeignet hielten. Das Team GAZOO Racing, angeführt vom Teamchef und viermaliger WRC-Champion Tommi Mäkinen, war maßgeblich an der Entwicklung beteiligt. Die Herausforderung bestand darin, ein Auto zu bauen, das für Rennen bei WRC-Veranstaltungen, aber auch für den täglichen Einsatz geeignet ist.
Ursprünglich wollte Toyota das Topmodell der Baureihe GR Yaris im Rahmen der Rallye Australien im November 2019 präsentieren. Auf Grund der Buschbrände in Australien 2019/2020 wurde die Veranstaltung aber abgesagt und Toyota stellte den GR Yaris schließlich im Januar 2020 auf dem Tokyo Auto Salon vor. Vier Jahre später präsentierte Toyota ebenfalls auf dem Tokyo Auto Salon eine überarbeitete Version des Fahrzeugs. Fortan ist gegen Aufpreis auch ein 8-Gang-Automatikgetriebe erhältlich.
Der GR Yaris ist im Gegensatz zu den restlichen Modellen der Baureihe ausschließlich als Dreitürer verfügbar, wobei die Türen rahmenlos sind. Mit dem Fünftürer hat er karosserieseitig lediglich die Scheinwerfer, die Außenspiegel und die Antennenflosse gemeinsam. Im Gegensatz zum in Frankreich und Tschechien hergestellten Basismodell erfolgt die Produktion des GR Yaris im japanischen Motomachi.

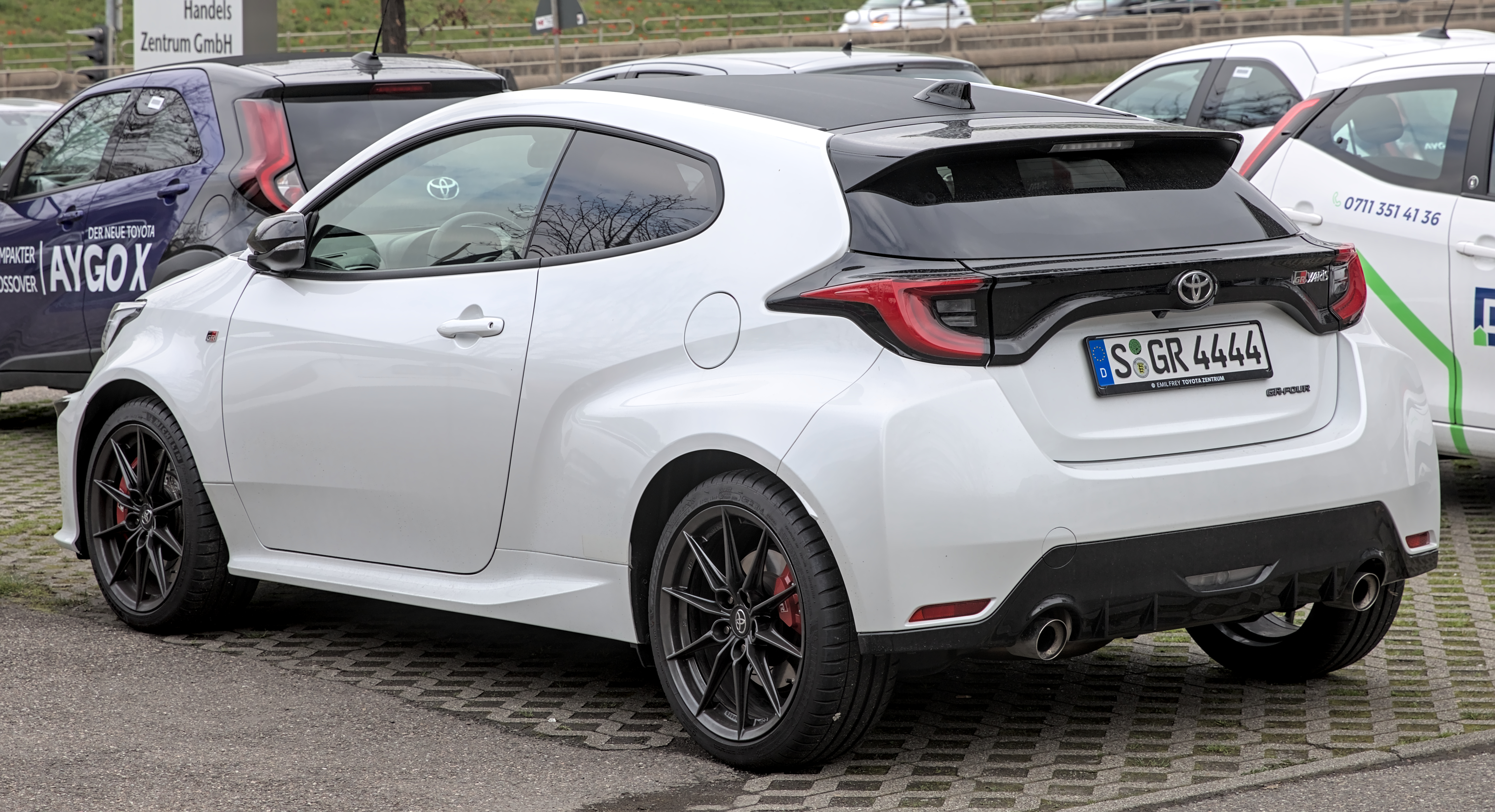
Heckansicht
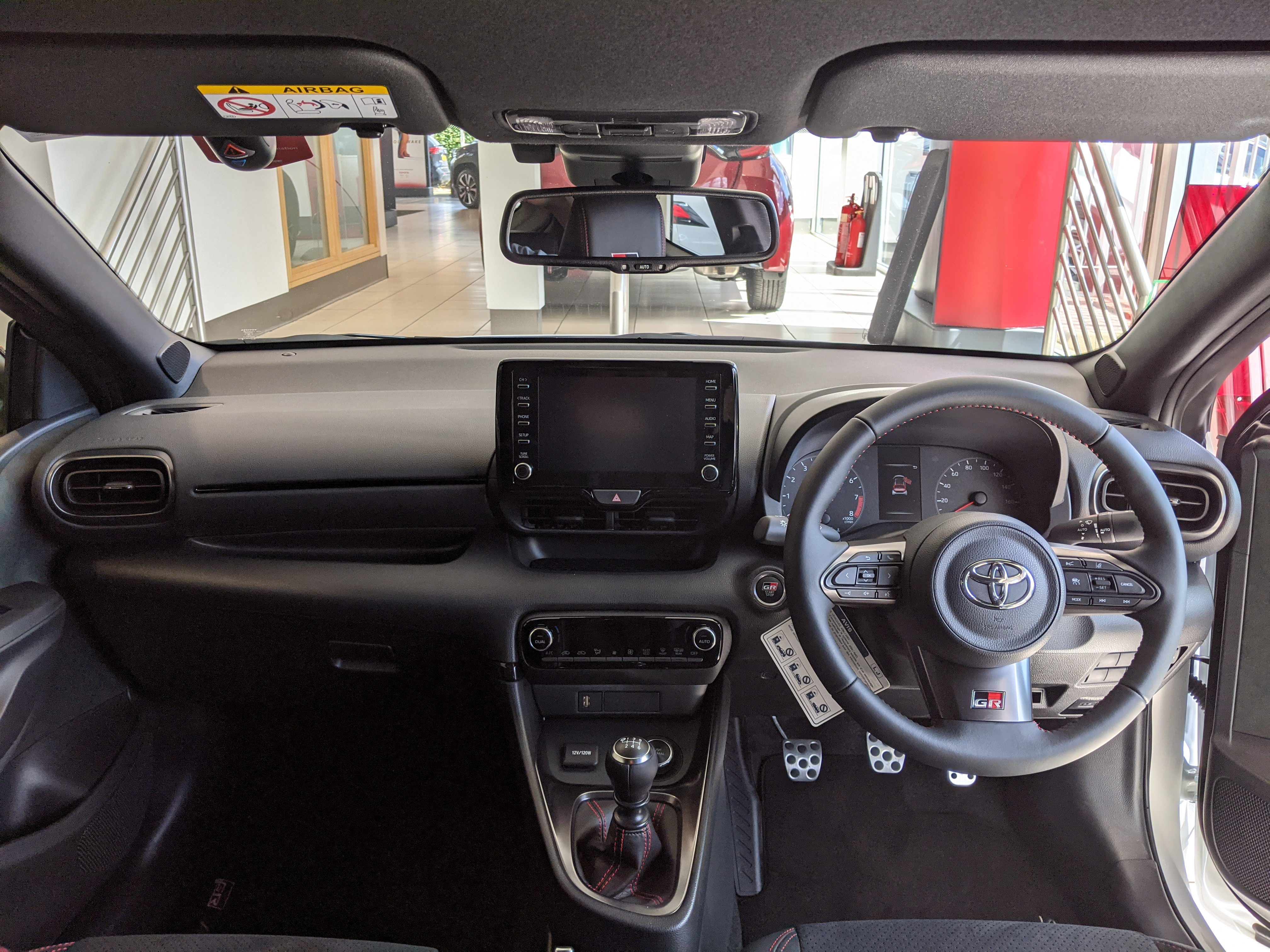
Innenansicht (2020–2024)
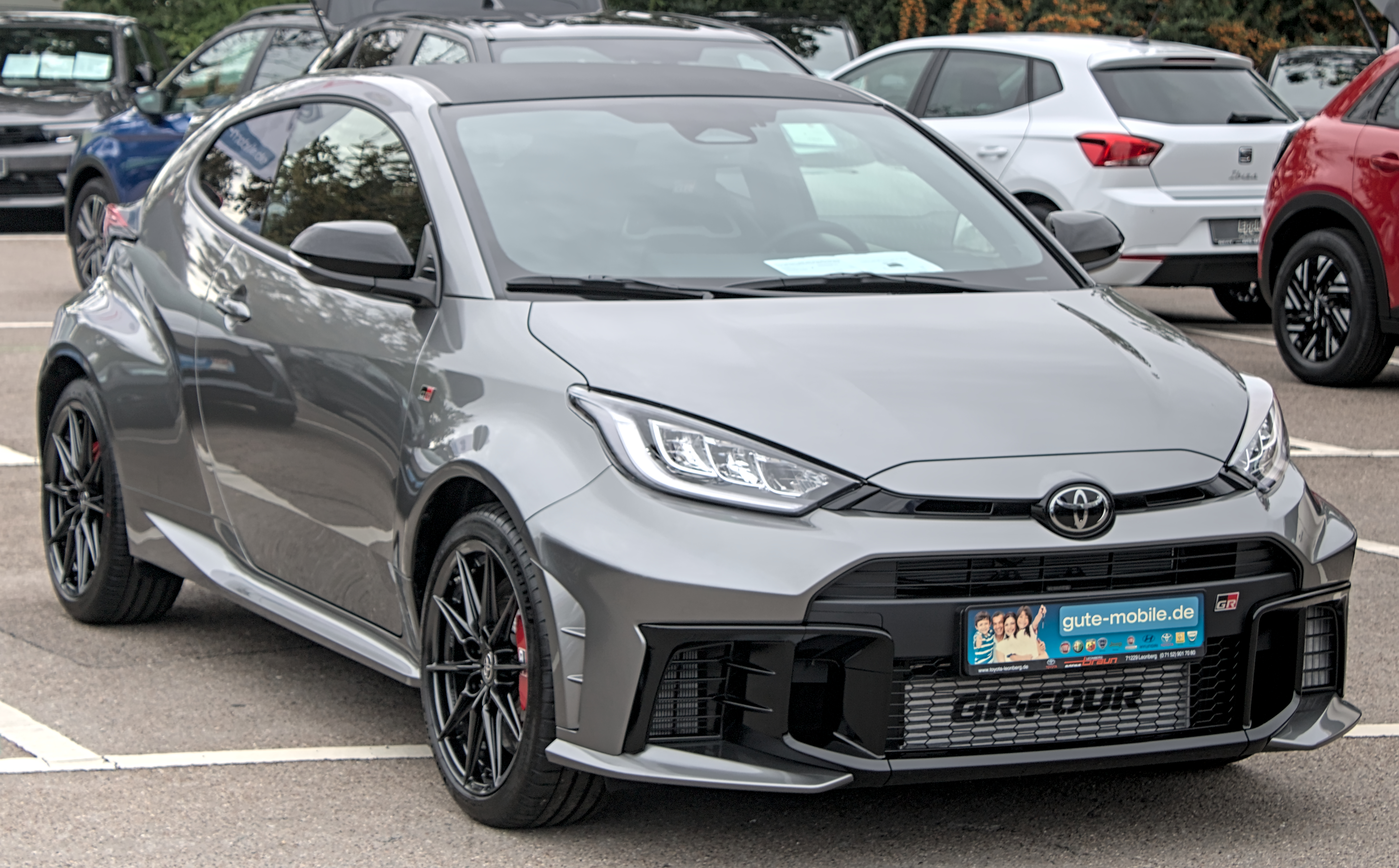
Toyota GR Yaris (seit 2024)
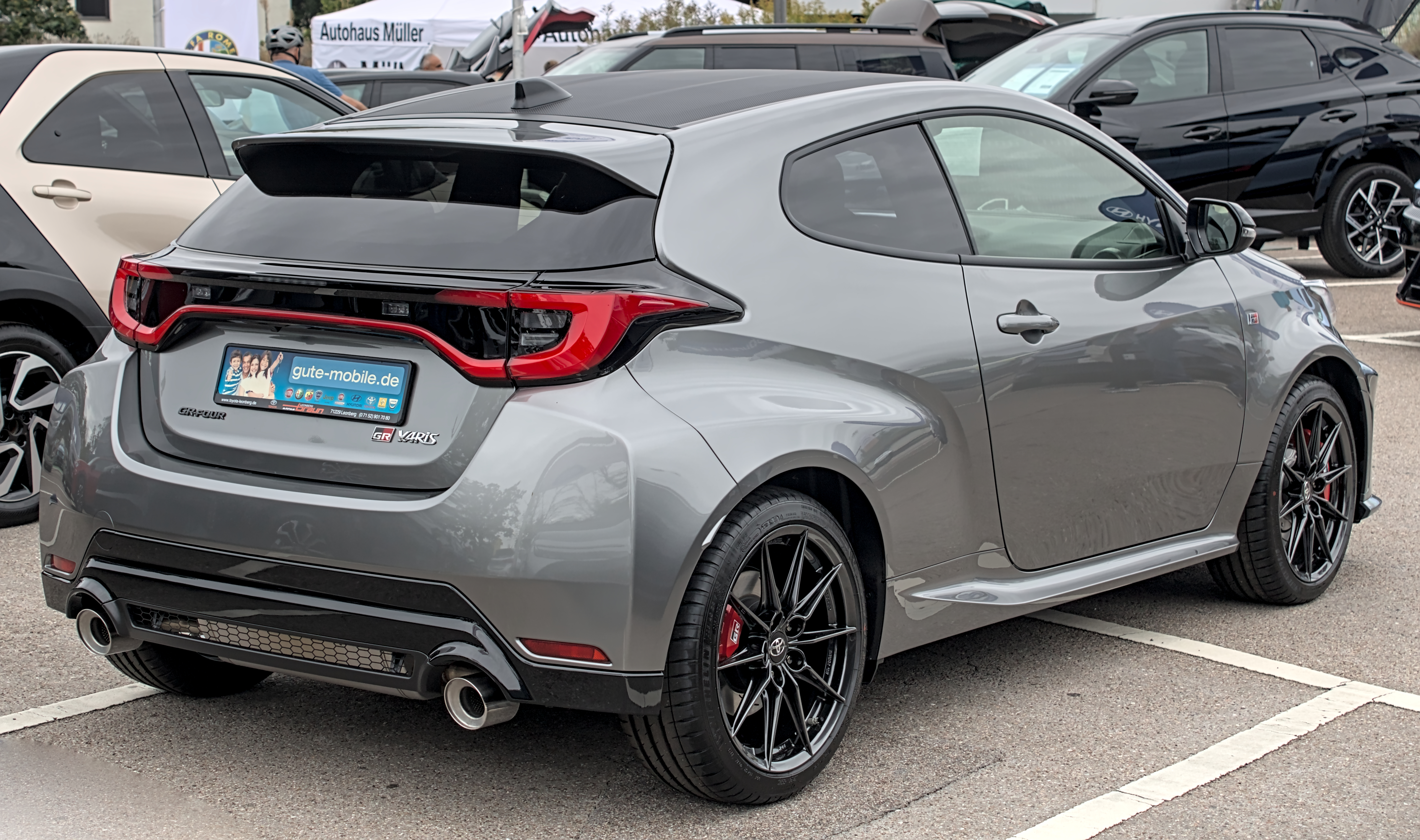
Heckansicht
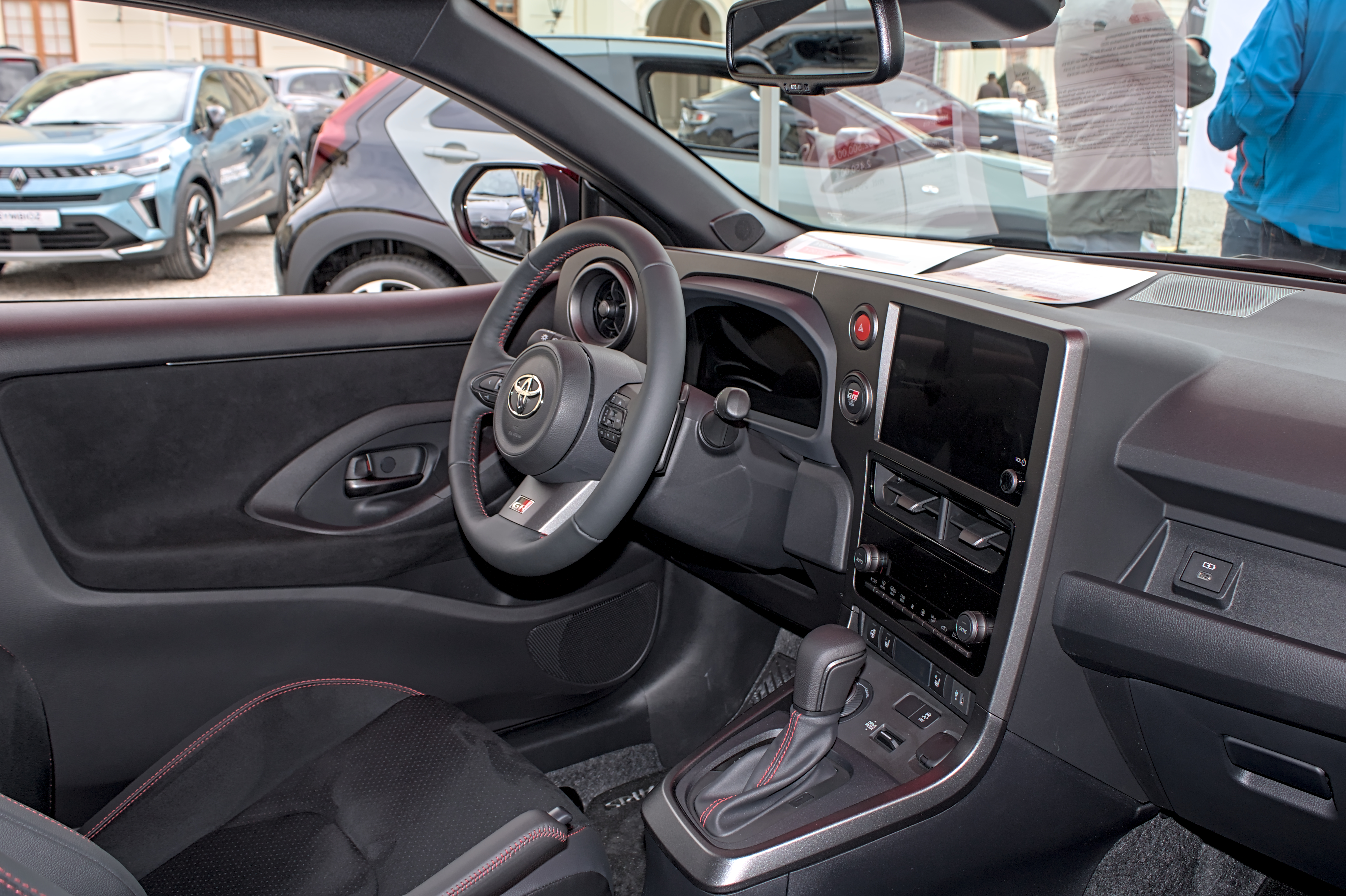
Innenansicht (seit 2024)

### Antrieb

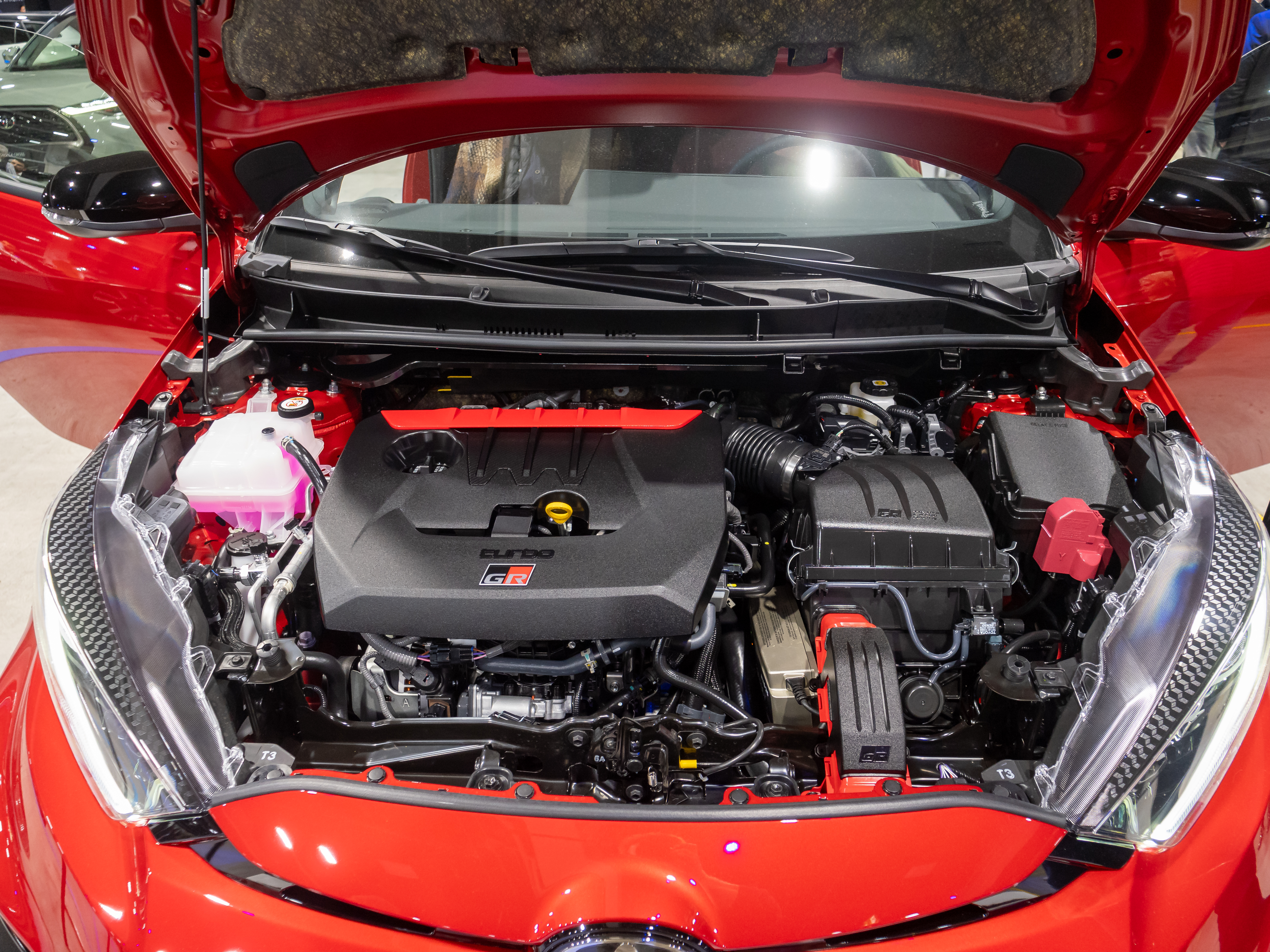
Motor

Angetrieben wird das Modell von einem aufgeladenen 1,6-Liter-Dreizylinder-Ottomotor mit 192 kW (261 PS) Leistung. Für eine bessere Gewichtsverteilung wurde der Motor mehr in Richtung Fahrzeugmitte platziert. Mit Leichtbaumaterialien wie kohlenstofffaserverstärktem Kunststoff für das Dach (Gewichtsminderung 3,5 kg) und Aluminium für die Front- und Heckklappe (Gewichtsminderung 24 kg) wird eine Masse von 1280 Kilogramm erreicht. Für das mit Allradantrieb ausgestattete Fahrzeug wird die Beschleunigung auf 100 km/h mit 5,5 Sekunden angegeben, die Höchstgeschwindigkeit ist elektronisch auf 230 km/h begrenzt. Um den Allradantrieb einbauen zu können, kombinierte Toyota den vorderen Teil der TNGA-B-Plattform mit dem hinteren Teil der größeren TNGA-C-Plattform, was anders als bei den Nicht-GR-Modellen auch den Einbau einer Doppelquerlenker-Hinterachse ermöglicht. Der Allradantrieb kann je nach Einstellung das Antriebsmoment unterschiedlich auf die Achsen verteilen: Standard ist mehr Drehmoment auf der Vorderachse, bei Einstellung Track je 50 %, und bei Sport 70 % auf der Hinterachse. Mit der Modellpflege 2024 stieg unter anderem durch einen erhöhten Einspritzdruck die maximale Leistung auf 206 kW (280 PS) an, zur Kühlung gibt es nun serienmäßig eine NACA-Öffnung im Unterboden, der Ladeluftkühler wird durch Wassereinspritzung gekühlt. Außerdem ist fortan ein 8-Gang-Automatikgetriebe gegen Aufpreis erhältlich; es ist 20 kg schwerer als das Handschaltgetriebe.

## Sondermodelle

### WRC Triple Edition
Exklusiv für den deutschen Markt wurde im November 2023 ein Sondermodell des GR Yaris aufgrund des dritten WRC Titels in Folge angekündigt. Interessierte Käufer konnten sich bis zum 4. Dezember 2023 für eine Kaufoption eines der 300 Sondermodelle bewerben, Auslieferungen werden für das 2. Quartal 2024 erwartet. Alle Fahrzeuge verfügen über das High Performance Paket und als Besonderheit über eine individuelle Fahrzeugabstimmung. Es stehen lediglich die Farben Karminrot Metallic oder Platinumweiß Perleffekt zur Wahl.
Die individuelle Fahrzeugabstimmung besteht aus einer veränderten Motorsoftware mit 380 Nm sowie einem abstimmbaren Track-Modus, bei dem aus jeweils drei Einstellungen für die Lenkkraftunterstützung, Allradverteilung und das Ansprechverhalten des Gaspedals gewählt werden kann.

### Sondermodelle außerhalb Deutschlands

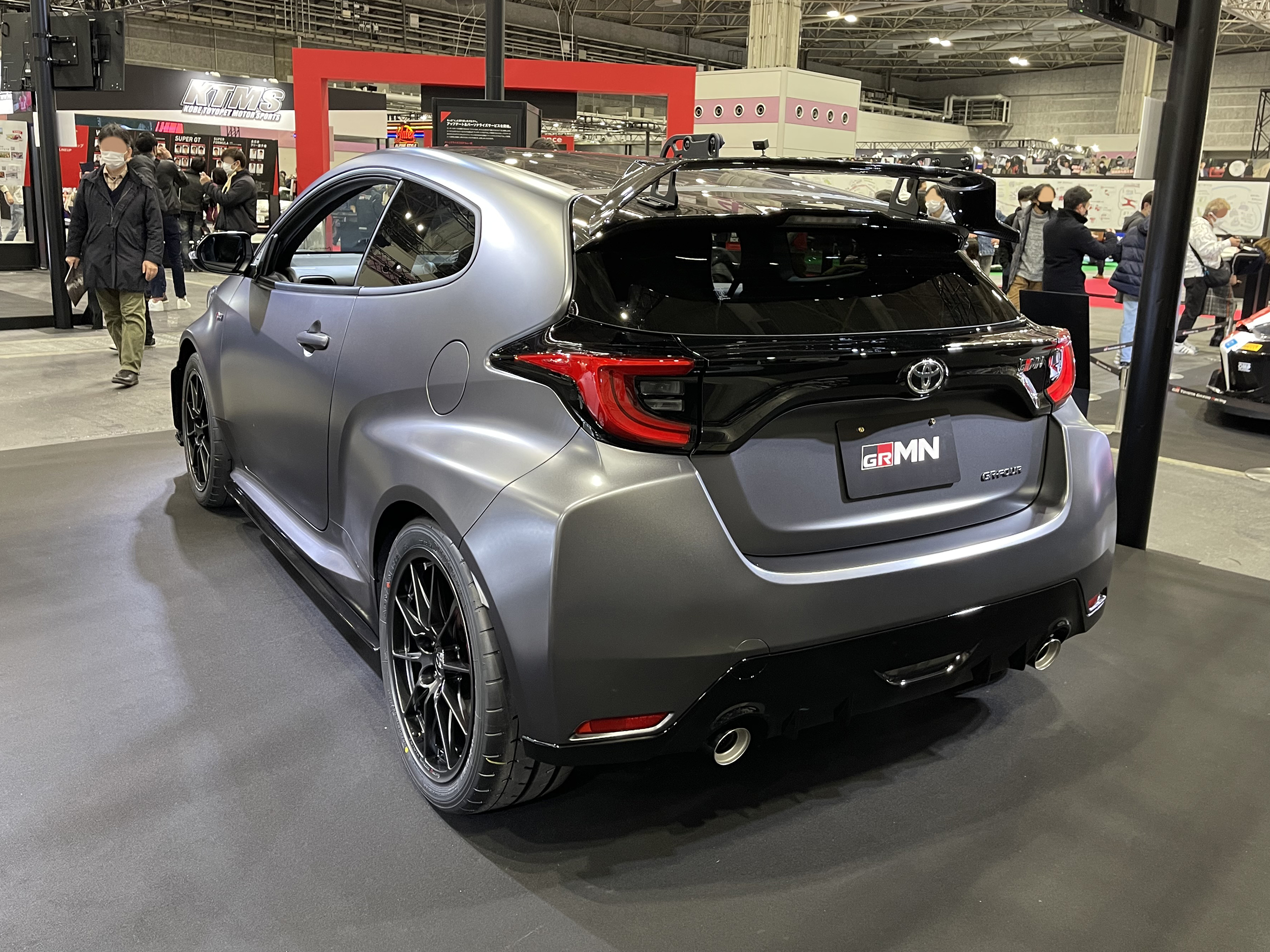
Toyota GRMN Yaris (2022–2024)

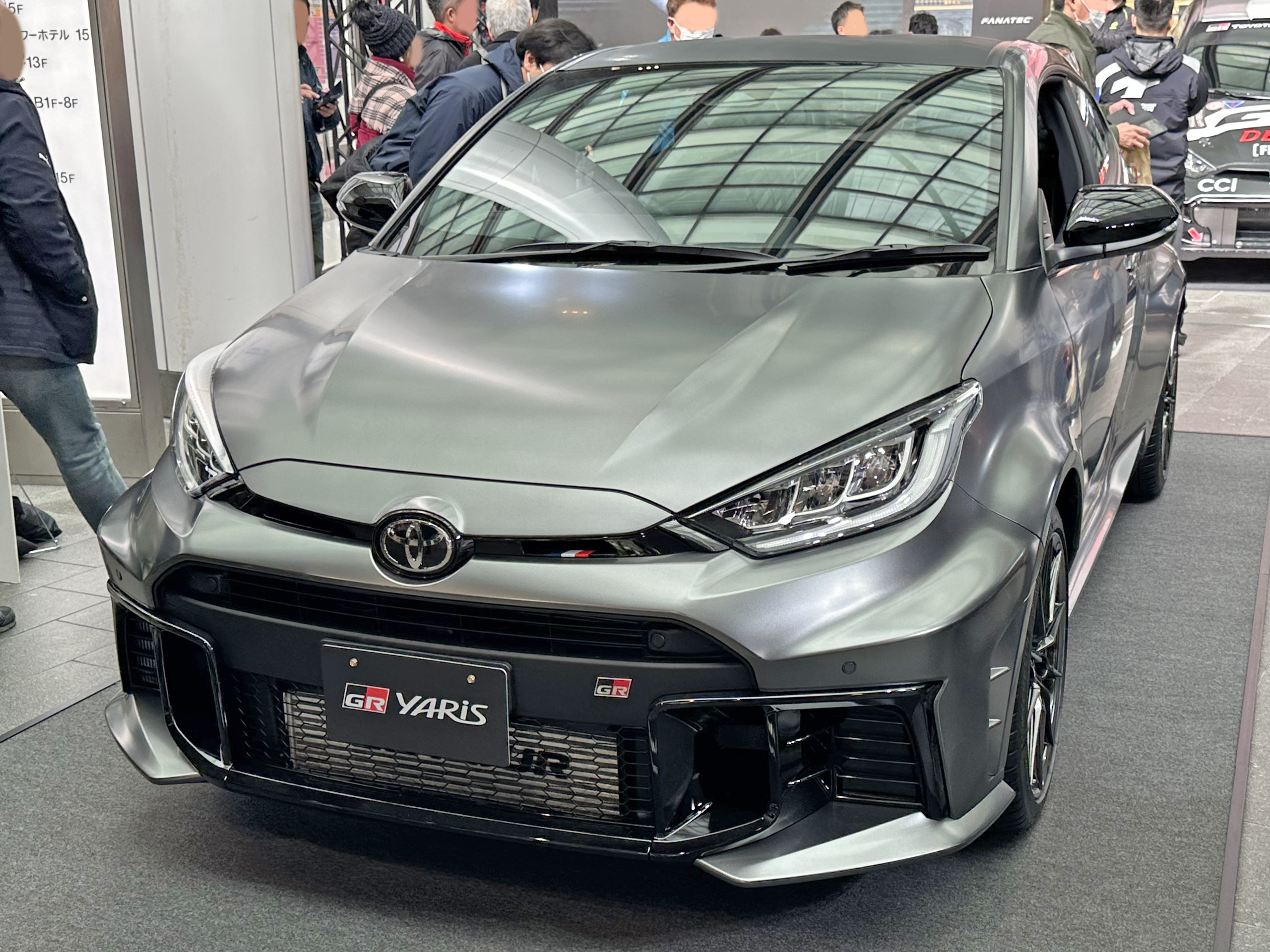
Toyota GR Yaris Sébastien Ogier (seit 2024)

| Modell           | Basierend auf | Limitierung                     | Auslieferungsland |
| ---------------- | ------------- | ------------------------------- | ----------------- |
| 1st Edition      | Vorfacelift   | nV                              | Japan             |
| GRMN Yaris       | Vorfacelift   | 500 (davon 50 mit Circuit-Pack) | Japan             |
| Morizo Selection | Vorfacelift   | nV                              | Japan             |
| Launch Edition   | Vorfacelift   | 300                             | Mexiko            |
| Rallye           | Vorfacelift   | 200                             | Australien        |
| Sébastien Ogier  | Facelift      | 100                             | weltweit          |
| Kalle Rovanperä  | Facelift      | 100                             | weltweit          |
| TGR Italy        | Facelift      | 51                              | Italien           |

## Studien

### GR Yaris Hydrogen
Im Dezember 2021 präsentierte Toyota den GR Yaris als Studie mit einem Wasserstoffverbrennungsmotor. Dabei dient Wasserstoff als Energieträger für den 1,6-Liter-Verbrennungsmotor.

## Technische Daten
|                                    |                                    | GR Yaris                       | GR Yaris                       |
| ---------------------------------- | ---------------------------------- | ------------------------------ | ------------------------------ |
| Bauzeitraum                        | Bauzeitraum                        | 11/2020–04/2024                | seit 04/2024                   |
| Motor                              |                                    |                                |                                |
| Motorart                           | Motorart                           | Otto                           | Otto                           |
| Motorcode                          | Motorcode                          | G16E-GTS                       | G16E-GTS                       |
| Einbauposition / Motorbauart       | Einbauposition / Motorbauart       | Frontmotor / Reihe             | Frontmotor / Reihe             |
| Anzahl Zylinder                    | Anzahl Zylinder                    | 3                              | 3                              |
| Hubraum                            | Hubraum                            | 1618 cm³                       | 1618 cm³                       |
| Gemischaufbereitung                | Gemischaufbereitung                | Direkteinspritzung             | Direkteinspritzung             |
| Aufladung                          | Aufladung                          | Turbo                          | Turbo                          |
| Anzahl Ventile                     | Anzahl Ventile                     | 12                             | 12                             |
| Ventilsteuerung                    | Ventilsteuerung                    | DOHC                           | DOHC                           |
| Leistung maximal                   | Leistung maximal                   | 192 kW (261 PS) bei 6500/min   | 206 kW (280 PS) bei 6500/min   |
| Drehmoment maximal                 | Drehmoment maximal                 | 360 Nm bei 3000–4600/min       | 390 Nm bei 3250–4600/min       |
| Abgasreinigung (Verbrennungsmotor) | Abgasreinigung (Verbrennungsmotor) | Otto-Partikelfilter            | Otto-Partikelfilter            |
| Antrieb                            |                                    |                                |                                |
| Antriebsart                        | Antriebsart                        | Allrad                         | Allrad                         |
| Getriebe, serienmäßig              | Getriebe, serienmäßig              | 6-Gang-Schaltgetriebe          | 6-Gang-Schaltgetriebe          |
| Getriebe, optional                 | Getriebe, optional                 | —                              | 8-Gang-Automatikgetriebe       |
| Messwerte                          |                                    |                                |                                |
| Höchstgeschwindigkeit              | Höchstgeschwindigkeit              | 230 km/h                       | 230 km/h [230 km/h]            |
| Beschleunigung 0–100 km/h          | Beschleunigung 0–100 km/h          | 5,5 s                          | 5,5 s [5,5 s]                  |
| Verbrauch in l/100 km nach WLTP    | Kurzstrecke                        | 10,2                           | 11,5 [14,9]                    |
| Verbrauch in l/100 km nach WLTP    | Stadtrand                          | 7,9                            | 8,3–8,4 [9,4]                  |
| Verbrauch in l/100 km nach WLTP    | Landstraße                         | 7,2                            | 7,5–7,6 [8,1]                  |
| Verbrauch in l/100 km nach WLTP    | Autobahn                           | 8,6                            | 8,9–9,0 [8,8]                  |
| Verbrauch in l/100 km nach WLTP    | kombiniert                         | 8,2                            | 8,7 [9,5]                      |
| CO2-Emission                       | CO2-Emission                       | 186 g/km                       | 197–198 g/km [215 g/km]        |
| Maße und Gewichte                  |                                    |                                |                                |
| Leergewicht                        | Leergewicht                        | 1356 kg                        | 1356–1368 kg                   |
| Schadstoffklasse                   | Schadstoffklasse                   | Euro 6d-ISC-FCM (WLTP) 36AP-AR | Euro 6d-ISC-FCM (WLTP) 36AP-AR |
| Tankinhalt                         | Tankinhalt                         | 50 l                           | 50 l                           |

Werte in eckigen Klammern gelten für Modelle mit optionalem Getriebe.